# Passerelle Sud
La passerelle Sud est une passerelle sur la Seine entre Boulogne-Billancourt et Sèvres, dans les Hauts-de-Seine. Long de 97 mètres, ce pont à poutres livré en 2016 permet d'atteindre l'île Seguin en aval du pont Seibert et dans le prolongement du pont Renault.